# NGC 5780
NGC 5780 (другие обозначения — MCG 5-35-24, ZWG 164.41, PGC 53275) — галактика в созвездии Волопас.
Этот объект входит в число перечисленных в оригинальной редакции «Нового общего каталога».